# Isabelle Paque
Isabelle Paque, née le 8 mai 1964 à Melun, est une judokate française de la catégorie des poids lourds.
Elle est championne d'Europe de judo en 1987.